# Tenxơ ứng suất Maxwell
Tenxơ ứng suất Maxwell (đặt theo tên của nhà vật lý điện từ học James Clerk Maxwell) là một tenxơ hạng hai được sử dụng trong điện từ học cổ điển để đại diện cho sự tương tác giữa các lực điện từ và lực cơ học. Trong trường hợp đơn giản, chẳng hạn như một điện tích điểm chuyển động tự do trong một từ trường đồng nhất, tenxơ này rất dễ dàng tính toán lực điện từ giữa các điện tích qua định luật về lực Lorentz. Khi trường hợp này trở nên phức tạp hơn, phương pháp tính thông thường này có thể gây khó khăn, với một phương trình dài dòng.
Trong việc xây dựng lý thuyết điện từ học, tensor của Maxwell xuất hiện như là một phần của các tensor ứng suất năng lượng điện từ là thành phần điện của tổng tensor ứng suất năng lượng. Sau này mô tả mật độ và thông lượng năng lượng và động lực trong khái niệm không-thời gian.

## Nhắc lại phương trình Maxwell
Như đã nêu dưới đây, điện trường và từ trường được viết lần lượt là E và B, sử dụng các phép tính vectơ và phương trình đối xứng của Maxwell bằng các biểu thức có chứa E và B, và trước khi giới thiệu đến tenxơ ứng suất Maxwell thì ta hãy nhắc lại về hệ phương trình Maxwell:
| Tên                                                      | Dạng vi phân |
| -------------------------------------------------------- | --- |
| Định luật Gauss (điện tích tạo ra điện trường)           | {\displaystyle \nabla \cdot \mathbf {E} ={\frac {\rho }{\epsilon _{0}}}}                                                              |
| Định luật Gauss cho từ trường                            | {\displaystyle \nabla \cdot \mathbf {B} =0}                                                                                           |
| Phương trình Maxwell–Faraday (định luật cảm ứng Faraday) | {\displaystyle \nabla \times \mathbf {E} =-{\frac {\partial \mathbf {B} }{\partial t}}}                                               |
| Định luật Ampere (với sự bổ sung của Maxwell)            | {\displaystyle \nabla \times \mathbf {B} =\mu _{0}\mathbf {J} +\mu _{0}\varepsilon _{0}{\frac {\partial \mathbf {E} }{\partial t}}\ } |
1. Hãy bắt đầu về khái niệm lực Lorentz:
{\displaystyle \mathbf {F} =q(\mathbf {E} +\mathbf {v} \times \mathbf {B} )}
lực trên mỗi đơn vị thể tích của hạt chưa biết điện tích bị phân li là:
{\displaystyle \mathbf {f} =\rho \mathbf {E} +\mathbf {J} \times \mathbf {B} }
2. Tiếp theo, ρ và J có thể thay thế cho hai trường E và B, sử dụng định luật Gauss thứ nhất và định luật Ampere ta có được:
{\displaystyle \mathbf {f} =\varepsilon _{0}(\nabla \cdot \mathbf {E} )\mathbf {E} +{\frac {1}{\mu _{0}}}(\nabla \times \mathbf {B} )\times \mathbf {B} -\varepsilon _{0}{\frac {\partial \mathbf {E} }{\partial t}}\times \mathbf {B} }
3. Biến thiên theo thời gian có thể được viết lại bằng một dạng vectơ Poynting, sử dụng định luật cảm ứng Faraday, ta có:
{\displaystyle {\frac {\partial }{\partial t}}(\mathbf {E} \times \mathbf {B} )={\frac {\partial \mathbf {E} }{\partial t}}\times \mathbf {B} +\mathbf {E} \times {\frac {\partial \mathbf {B} }{\partial t}}={\frac {\partial \mathbf {E} }{\partial t}}\times \mathbf {B} -\mathbf {E} \times (\nabla \times \mathbf {E} )}
viết lại hàm f ta có:
{\displaystyle \mathbf {f} =\varepsilon _{0}(\nabla \cdot \mathbf {E} )\mathbf {E} +{\frac {1}{\mu _{0}}}(\nabla \times \mathbf {B} )\times \mathbf {B} -\varepsilon _{0}{\frac {\partial }{\partial t}}(\mathbf {E} \times \mathbf {B} )-\varepsilon _{0}\mathbf {E} \times (\nabla \times \mathbf {E} ),}
4. Vì luật Gauss cho từ trường ta có thể cho thêm (∇ ⋅ B)B vào:
{\displaystyle \mathbf {f} =\varepsilon _{0}\left[(\nabla \cdot \mathbf {E} )\mathbf {E} -\mathbf {E} \times (\nabla \times \mathbf {E} )\right]+{\frac {1}{\mu _{0}}}\left[(\nabla \cdot \mathbf {B} )\mathbf {B} -\mathbf {B} \times \left(\nabla \times \mathbf {B} \right)\right]-\varepsilon _{0}{\frac {\partial }{\partial t}}\left(\mathbf {E} \times \mathbf {B} \right).}
Triệt tiêu đi toán tử ∇×, sử dụng phép tính véctơ vi phân ta có:
{\displaystyle {\tfrac {1}{2}}\nabla (\mathbf {A} \cdot \mathbf {A} )=\mathbf {A} \times (\nabla \times \mathbf {A} )+(\mathbf {A} \cdot \nabla )\mathbf {A} ,}
dẫn đến:
{\displaystyle \mathbf {f} =\epsilon _{0}\left[(\nabla \cdot \mathbf {E} )\mathbf {E} +(\mathbf {E} \cdot \nabla )\mathbf {E} \right]+{\frac {1}{\mu _{0}}}\left[(\nabla \cdot \mathbf {B} )\mathbf {B} +(\mathbf {B} \cdot \nabla )\mathbf {B} \right]-{\frac {1}{2}}\nabla \left(\epsilon _{0}E^{2}+{\frac {1}{\mu _{0}}}B^{2}\right)-\epsilon _{0}{\frac {\partial }{\partial t}}\left(\mathbf {E} \times \mathbf {B} \right).}
5. Biểu thức này chứa các đại lượng của điện từ và động lực và rất dễ dàng để tính toán. Nó có thể được viết gọn hơn bằng cách nêu ra khái niệm tenxơ ứng suất Maxwell:
{\displaystyle \sigma _{ij}\equiv \epsilon _{0}\left(E_{i}E_{j}-{\frac {1}{2}}\delta _{ij}E^{2}\right)+{\frac {1}{\mu _{0}}}\left(B_{i}B_{j}-{\frac {1}{2}}\delta _{ij}B^{2}\right),}
và hàm ý đúng tất cả nhưng biểu thức trên có thể viết thành dạng toán tử ∇⋅:
{\displaystyle \mathbf {f} +\epsilon _{0}\mu _{0}{\frac {\partial \mathbf {S} }{\partial t}}\,=\nabla \cdot \mathbf {\sigma } },
6. Cuối cùng chúng ta có được một vectơ Poynting:
{\displaystyle \mathbf {S} ={\frac {1}{\mu _{0}}}\mathbf {E} \times \mathbf {B} .}
trong các mối quan hệ trên về định luật bảo toàn động lượng, mật độ phân cực ∇ ⋅ σ đại diện cho vectơ Poynting S.

## Phương trình
Trong vật lý điện từ học, tenxơ ứng suất Maxwell là một loại tenxơ ứng suất của một trường điện từ, được cho bởi công thức của hệ đơn vị SI là:
{\displaystyle \sigma _{ij}=\epsilon _{0}E_{i}E_{j}+{\frac {1}{\mu _{0}}}B_{i}B_{j}-{\frac {1}{2}}{\bigl (}{\epsilon _{0}E^{2}+{\tfrac {1}{\mu _{0}}}B^{2}}{\bigr )}\delta _{ij}},
trong đó ε0 là hằng số điện môi, μ0 là hằng số từ môi, E là cường độ điện trường, B là cường độ từ trường và δij là hàm delta Kronecker. Trong hệ CGS, tenxơ này được cho bới công thức:
{\displaystyle \sigma _{ij}={\frac {1}{4\pi }}\left(E_{i}E_{j}+H_{i}H_{j}-{\frac {1}{2}}(E^{2}+H^{2})\delta _{ij}\right)},
trong đó H là một loại từ trường giống B.
Một cách khác để nói lên công thức trên là:
{\displaystyle {\overset {\leftrightarrow }{\mathbf {\sigma } }}={\frac {1}{4\pi }}\left[\mathbf {E} \otimes \mathbf {E} +\mathbf {H} \otimes \mathbf {H} -{\frac {E^{2}+H^{2}}{2}}\mathbb {I} \right]}
trong đó ⊗ là tích tensor. 
{\displaystyle \mathbb {I} \equiv \left({\begin{array}{ccc}1&0&0\\0&1&0\\0&0&1\end{array}}\right)=(\mathbf {\hat {x}} \otimes \mathbf {\hat {x}} +\mathbf {\hat {y}} \otimes \mathbf {\hat {y}} +\mathbf {\hat {z}} \otimes \mathbf {\hat {z}} )}
Các phần tử ij của tenxơ ứng suất Maxwell có đơn vị là mômen trên một đơn vị diện tích nhân thời gian và cho ra một đại lượng mômen song song với trục i đi ngang qua một mặt S cho đến trục -j trên một đơn vị thời gian.